# Flagge von Ontario

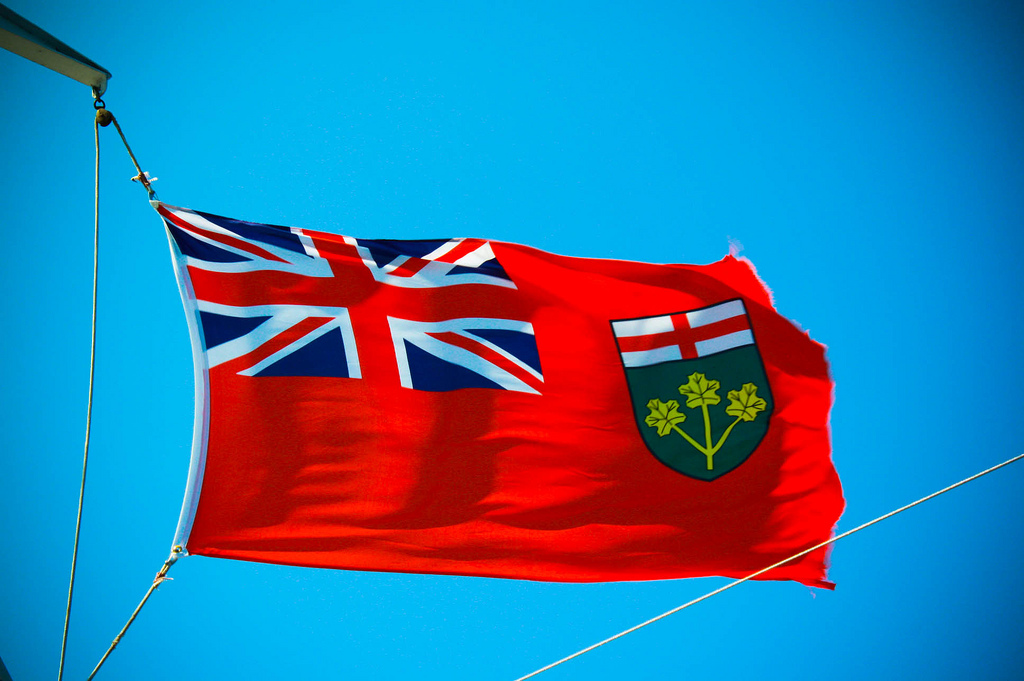
Flagge von Ontario

Die Flagge von Ontario wurde am 21. Mai 1965 von der Provinz Ontario zur offiziellen Flagge erklärt. Die Flagge ist eine abgewandelte Red Ensign, mit der Union Flag in der Gösch und dem Wappen von Ontario im Flugteil.
Vor 1965 wehte die kanadische Red Ensign auf den Regierungsgebäuden und dem Parlament. In diesem Jahr beschloss die Bundesregierung nach langwierigen Debatten, das Red Ensign durch die heutige kanadische Nationalflagge zu ersetzen. Dieser Beschluss stieß vor allem in der ländlichen Bevölkerung Ontarios, der Wählerbasis der Progressive Conservative Party of Ontario von Premierminister John Robarts, auf Ablehnung.
Robarts schlug vor, Ontario solle eine eigene Flagge einführen. Diese sollte wie die alte Nationalflagge eine Red Ensign sein, mit dem Wappen Ontarios anstelle des kanadischen Staatswappens. Robarts hatte persönlich keine Einwände gegen die neue Nationalflagge, doch betrachtete er die Red Ensign als wichtiges Symbol des britischen Erbes von Ontario.
Sowohl die Ontario Liberal Party als auch die Ontario New Democratic Party unterstützten den Vorschlag, da sie nicht noch eine weitere langwierige Flaggendebatte wünschten. Die Legislativversammlung von Ontario nahm am 17. März 1965 die neue Flagge mit nur zwei Gegenstimmen an.